# Blov
Blov (německy Flahe) je malá vesnice, část obce Vilémov v okrese Chomutov v Ústeckém kraji. Stojí na východním úpatí Doupovských hor v místech, kde hory přechází do mírně zvlněné krajiny západní části Žatecké pánve, asi šest kilometrů jihovýchodně od Kadaně a tři kilometry severozápadně od Vilémova.
Vesnice vznikla před rokem 1336. Bývala centrem malého šlechtického statku, ale v šestnáctém století se stal částí vintířovského panství. Po většinu doby se obyvatelé vesnice živili zemědělstvím, ale ve druhé polovině devatenáctého století se začala rozvíjet také těžba hnědého uhlí. Povrchový lom Prokop byl uzavřen ve dvacátých letech dvacátého století. Po druhé světové válce vesnici postihlo vysídlení německých obyvatel a vzhled návsi narušily demolice některých objektů.

## Název
Jméno vesnice pochází ze staročeského příjmení Stblo odvozeného ze staroslověnského výrazu stъblo (česky stéblo). Odtud vznikla varianta Zblov, ve které bylo první písmeno časem považována za předložku a písmeno B se po přijetí do němčiny změnilo na W. V historických listinách se jméno vyskytuje například ve tvarech: Blow (1336), Low (1367), Wlow (1454), Flahen (1544), Wlowie (1545), Flahe (1614) nebo Flahae (1846).

## Historie

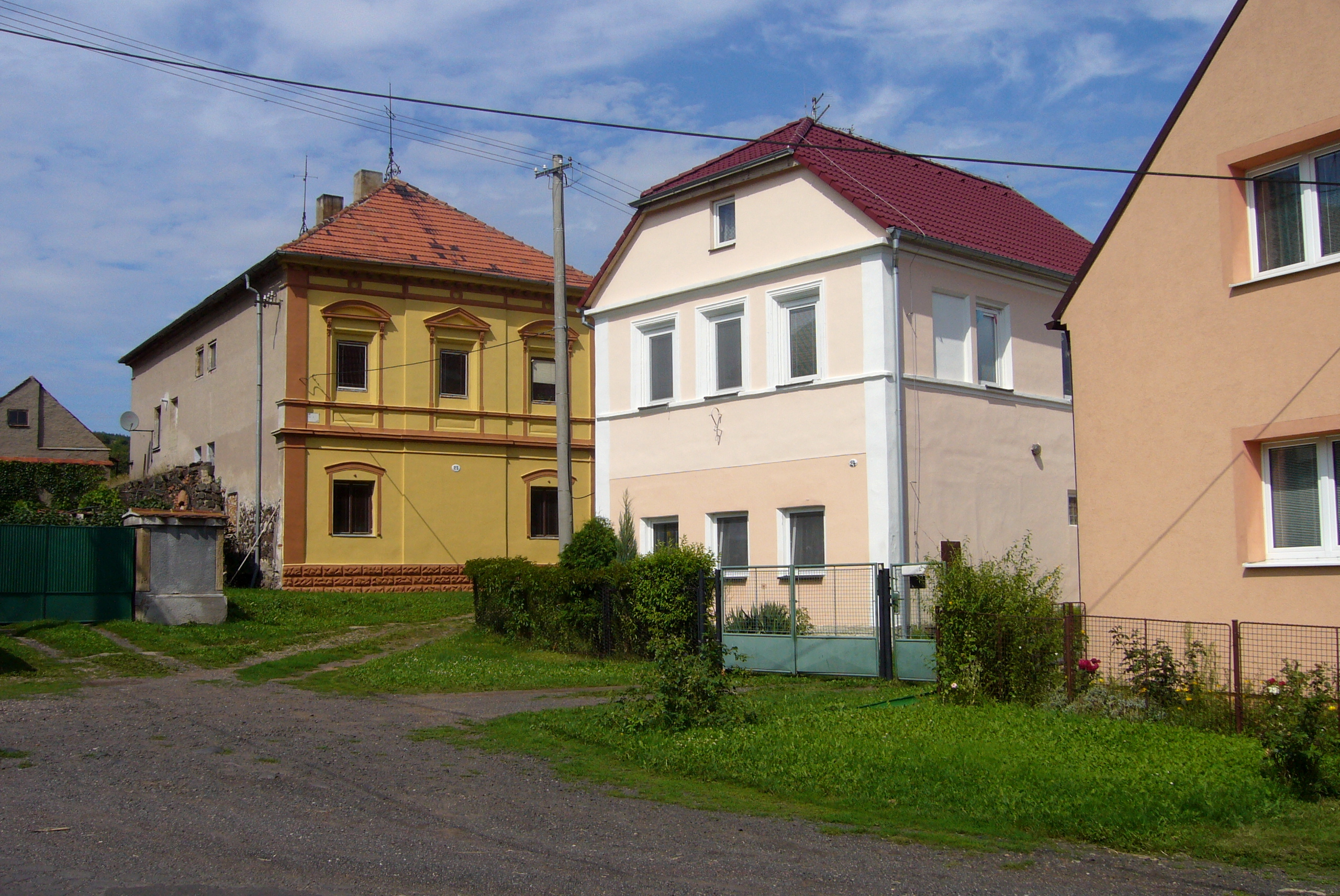
Východní část vesnice

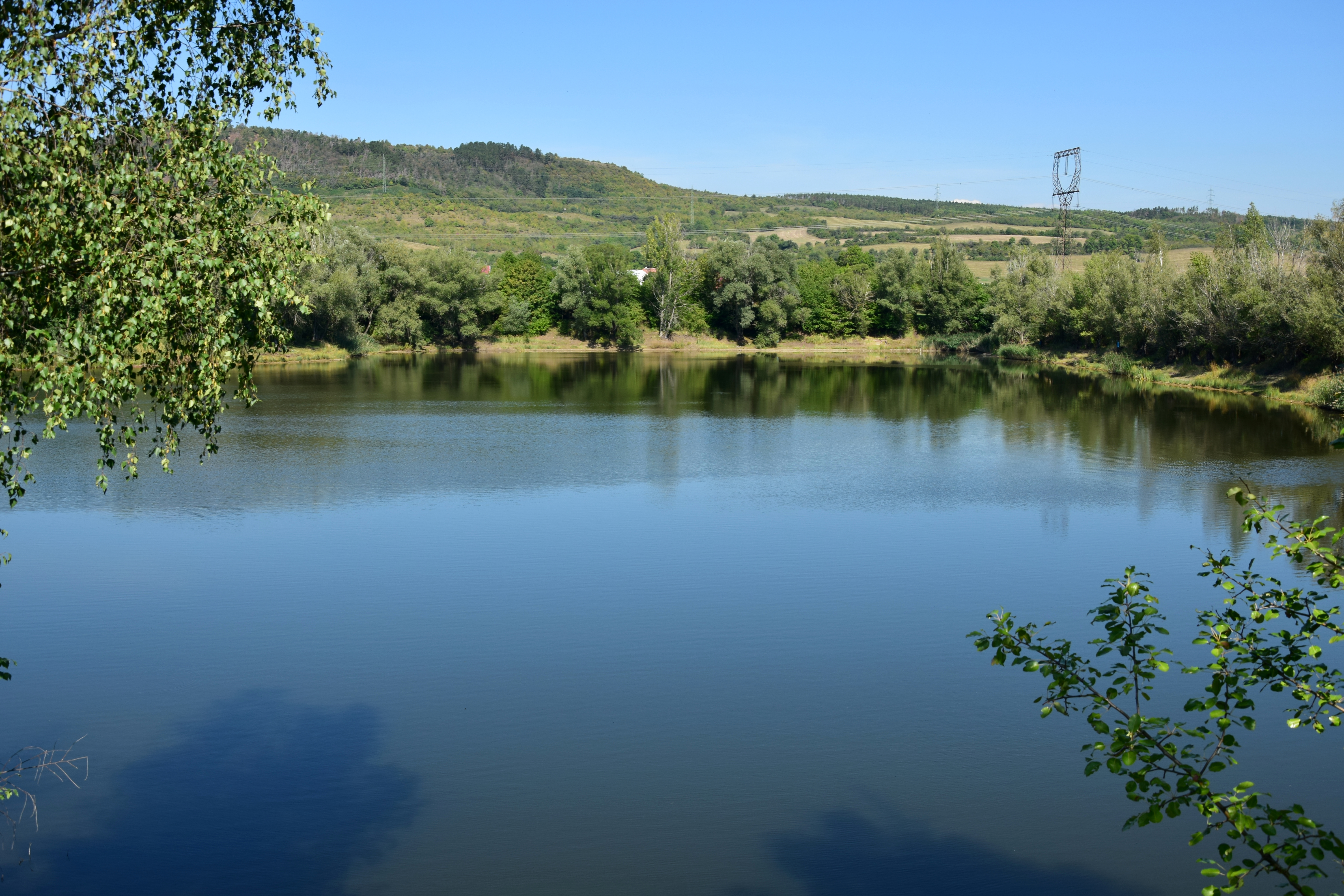
Zatopený lom Prokop – jezero Podkova

První písemnou zmínku o vesnici z roku 1336 uvádí kronika Jana Neplacha. V roce 1367 vesnice patřila k hasištejnskému panství, které v té době drželi páni ze Šumburka.
V roce 1454 se poprvé zmiňuje blovská tvrz, na které sídlil Zikmund Thos z Blova a na Kysiblu. Měla stát východně od vesnice uprostřed rybníka. Budova tvrze měla čtvercový půdorys s délkou strany 80 kroků a byla obehnána valem. Chátrat začala zřejmě po připojení Blova k Vintířovu a zanikla během třicetileté války. Tvrziště se nedochovalo, ale podle dochovaného popisu bylo znatelné ještě v sedmdesátých letech devatenáctého století v místě zvaném Na Starém zámku.
Na počátku šestnáctého století bylo blovské panství majetkem královské komory. Od ní ho koupil Opl z Fictumu, ale když byla odhalena jeho penězokazecká dílna a on uprchl z Čech, byl mu zabaven majetek a panství se tak opět vrátilo komoře. Král Ferdinand I. ho v roce 1530 zastavil s Vinařemi Vilému z Doupova a na Vilémově, který jej roku 1545 prodal Albrechtu Šlikovi. Ten panství připojil k Vintířovu, u kterého už zůstalo až do zrušení poddanství.

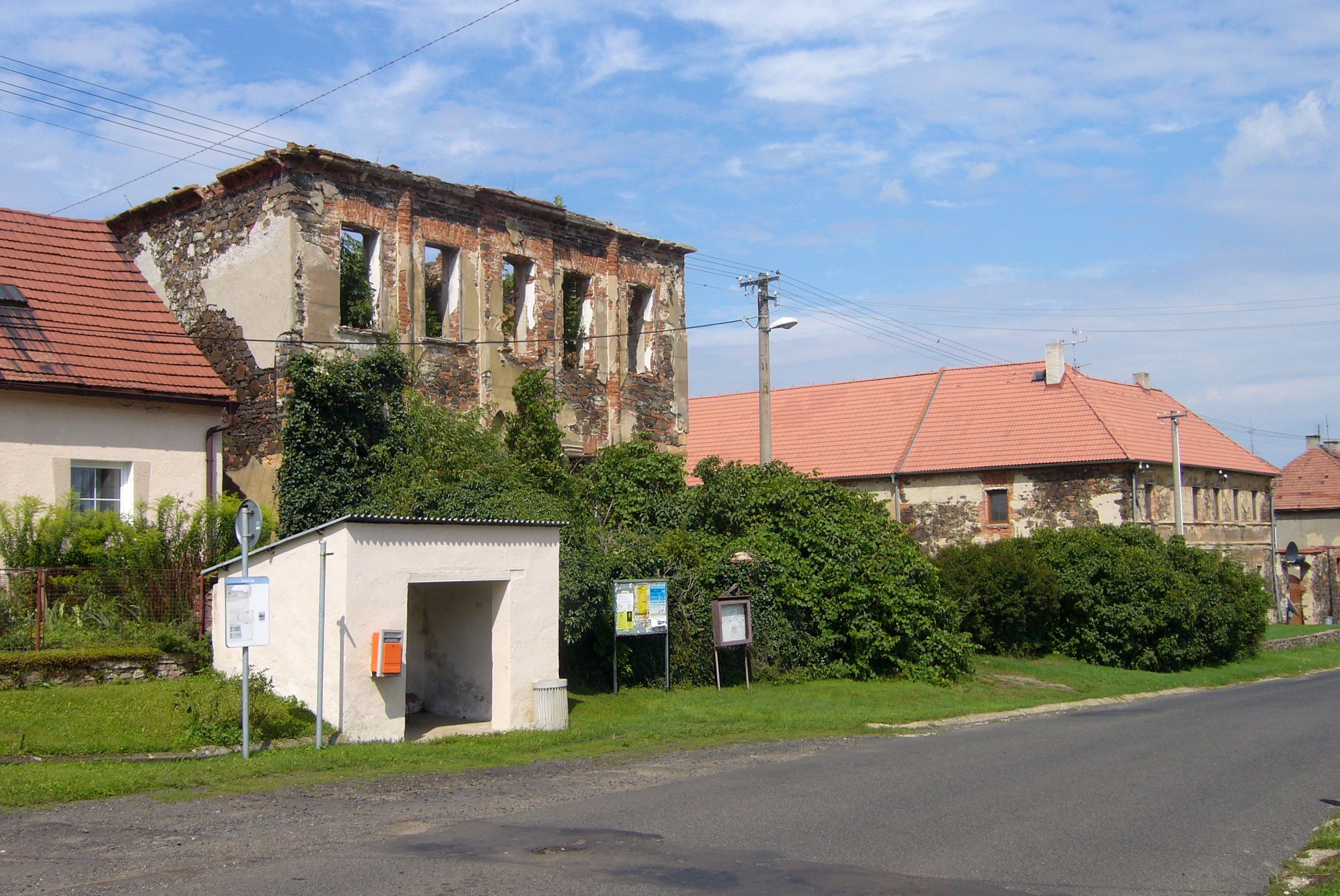
Autobusová zastávka se zříceninou domu

Po smrti Jeronýma Šlika v roce 1612 Blov zdědil Jindřich Matyáš Thurn, který patřil k vůdčím osobnostem stavovského povstání v letech 1618–1620. Po porážce stavovského vojska v bitvě na Bílé hoře uprchl ze země, a jeho majetek byl zabaven. Zkonfiskovaný majetek získala jeho manželka Zuzana Alžběta, rozená z Tiefenbachu, která jej roku 1622 prodala hraběti Ferdindovi z Nagarollu.
Podle berní ruly z roku 1654 ve vsi žilo pět sedláků, pět chalupníků a dva poddaní bez pozemků. Dohromady jim patřilo osm potahů, sedm krav, deset jalovic a 22 prasat. Jeden z chalupníků měl šenk. Poddaný Jan Bischof byl roku 1650 za věrné služby vrchností osvobozen od poddanských povinností. Mohl provozovat řemesla, obchodovat s obilím, železem a chmelem a vrchnosti musel ročně odvádět poplatek ve výši přibližně čtyř kop grošů.
Losyové z Losinthalu ve vsi založili velký ovčín, ve kterém se v polovině devatenáctého století chovalo asi tisíc ovcí. V roce 1911 byla vesnice připojena k rozvodné síti kadaňské elektrárny. Po první světové válce ve vsi stálo šest velkých statků, dva hostince a fungovala zde dvouletá zimní zemědělská škola s letním kurzem pro dívky. Kromě toho ve vsi byly dvě sušárny ovoce, obchod se smíšeným zbožím, obchod s ovocem a zeleninou, trafika a řemesla provozovali pokrývač, švec, kovář, truhlář a krejčí. Po druhé světové válce byli němečtí obyvatelé vysídleni, a počet obyvatel se tak snížil asi na třetinu předválečného počtu. Kaple zasvěcená Sedmibolestné Panně Marii zanikla po roce 1948.
U vesnice byl v polovině devatenáctého století hnědouhelný důl František Josef provozovaný J. Wehnlem. Pět horníků v něm ze svrchní sloje mocné jeden metr dobývalo asi tisíc tun uhlí ročně. Provoz dolu byl ukončen v sedmdesátých letech devatenáctého století. Těžba zde byla obnovena Škodovými závody v Plzni až počátkem roku 1919 v povrchovém lomu Prokop. Uhelná sloj překrytá až patnácti metry nadloží byla mocná 7,5 metru, ale obsahovala mnoho síry a popela. Kvůli špatnému odbytu došlo v roce 1923 k omezení těžby a bylo propuštěno 150 horníků. Nízká kvalita uhlí vedla v roce 1928 k uzavření dolu. Strojní vybavení bylo přestěhováno do dolu Hrabák u Čepiroh. Otevření dolu, ve kterém se vytěžilo čtyři sta až pět set tisíc tun uhlí, si vyžádalo náklady dvacet miliónů korun. Vytěžené uhlí se dopravovalo lanovkou do Zahořan, kde až do roku 2012 stála třídírna uhlí. Samotný lom známý pod názvem Podkova je zatopený a v jeho okolí po roce 2012 vznikla cyklostezka z Blova do Radonic.

## Přírodní poměry
Blov stojí v katastrálním území Vinaře u Kadaně s rozlohou 9,02 km² asi šest kilometrů jihovýchodně od Kadaně a tři kilometry severozápadně od Vilémova.

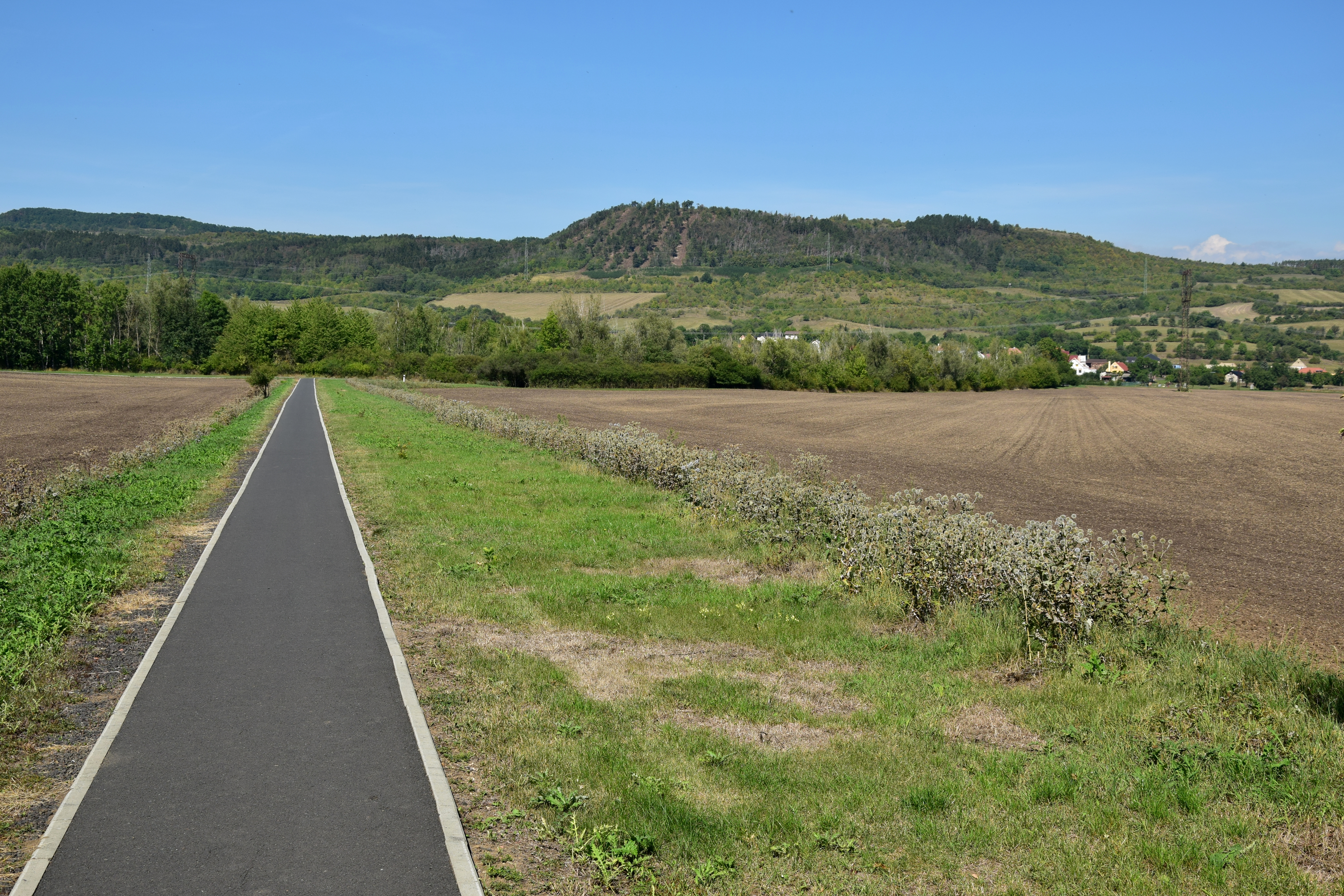
Blov stojí na úpatí vrchu Kolina. Od bývalého lomu Prokop vede po tělese zrušené lanovky cyklostezka do Zahořan

Přímo vesnicí vede ve směru západ–východ hranice mezi geomorfologickými celky Doupovské hory a Mostecká pánev. Z Doupovských hor sem zasahuje okrsek Rohozecká vrchovina, zatímco v Mostecké pánvi to je podcelek Žatecká pánev. Reliéf proto klesá od vrchu Kolina (507 metrů) směrem k jihovýchodu a jižně od vesnice přechází v mírně zvlněnou krajinu geomorfologického okrsku Pětipeská kotlina s nadmořskou výškou okolo 300 metrů. S odlišnou geomorfologií souvisí geologické podloží. V Doupovských horách severně od vesnice převažují třetihorní pyroklastické horniny bazaltového typu a v Pětipeské kotlině se vyskytují neogenní sedimenty (písky, štěrky, jíl a podřadně uhelné sloje). Většina okolní krajiny je s výjimkou oblasti mezi Blovem a Vinařským rybníkem součástí dvou chráněných ložiskových území. V Doupovských horách to je ložiskové území Vinaře u Kadaně s výskytem kaolinu pro papírenský a keramický průmysl, zatímco v Pětipeské kotlině je to ložiskové území Vintířov s ložisky hnědého uhlí.
Pozůstatkem zatopeného povrchového hnědouhelného lomu je vodní nádrž Podkova, která je jedinou vodní plochou v okolí Blova. Vodu z okolí odvádí Vintířovský potok a jeho drobné, často jen sezónní přítoky. Z půdních typů se v okolí Blova vyskytuje kambizem eutrofní vyvinutá na svahovinách čedičů. Okolo Podkovy a jižně od ní převládá černice fluvická vzniklá na nivních sedimentech.
Podnebí se v širší oblasti mění směrem od západu k východu. V Quittovově klasifikaci podnebí se Blov nachází v mírně teplé oblasti MT11. Pro ni jsou typické průměrné teploty −2 až −3 °C v lednu a 17–18 °C v červenci. Roční úhrn srážek dosahuje 550–650 milimetrů, počet letních dnů je 40–50, počet mrazových dnů se pohybuje mezi 140–160 a sněhová pokrývka zde leží 50–60 dnů v roce.
Vrch Kolina částečně porůstají teplomilné trávníky, v nichž roste koniklec luční, třemdava bílá, kozinec dánský. Na vrchu se vyskytují ptáci lelek lesní, pěnice vlašská a strnad luční.

## Obyvatelstvo
Při sčítání lidu v roce 1921 zde žilo 268 obyvatel (z toho 129 mužů), z nichž bylo dvacet Čechoslováků a 248 Němců. Kromě jednoho evangelíka a jednoho člověka bez vyznání byli členy římskokatolické církve. Podle sčítání lidu z roku 1930 měla vesnice 240 obyvatel německé národnosti, kteří byli s výjimkou jednoho evangelíka římskými katolíky.
|                                                                         | 1869 | 1880 | 1890 | 1900 | 1910 | 1921 | 1930 | 1950 | 1961 | 1970 | 1980 | 1991 | 2001 | 2011 | 2021 |
| ----------------------------------------------------------------------- | ---- | ---- | ---- | ---- | ---- | ---- | ---- | ---- | ---- | ---- | ---- | ---- | ---- | ---- | ---- |
| Obyvatelé                                                               | 183  | 190  | 206  | 229  | 205  | 268  | 240  | 99   | 85   | 88   | 77   | 73   | 58   | 59   | 67   |
| Domy                                                                    | 20   | 30   | 30   | 31   | 31   | 32   | 37   | 35   | —    | 19   | 18   | 19   | 20   | 20   | 25   |
| Počet domů z roku 1961 je zahrnut v celkovém počtu domů vesnice Vinaře. |      |      |      |      |      |      |      |      |      |      |      |      |      |      |      |

## Obecní správa
Po zrušení poddanství se Blov roku 1850 stal samostatnou obcí. Už při sčítání lidu v roce 1869 byl osadou obce Vinaře, kterou zůstal až do roku 1976, kdy byl 30. dubna připojen k Vilémovu.

## Doprava
Blovem vede silnice III. třídy č. 22425, která spojuje Radonice se silnicí II/224 mezi Kadaní a Žatcem. Na návsi je zastávka autobusové linkové dopravy a nejbližší pravidelně obsluhovaná železniční stanice je Kadaň. Vesnicí ani jejím okolím nevedou žádné značené turistické trasy ani cyklotrasy, ale se zatopeným lomem Podkova a sousedními Zahořany vesnici spojuje částečně okružní cyklostezka vybudovaná z části v dráze zaniklé důlní lanovky.